# 網干
網干（あぼし）は、兵庫県姫路市南西部の網干区の各町からなる地区。
大別すると、臨海部を含む南部（狭義の「網干」。昭和16年以前の旧網干町の区域。現在の山陽網干駅周辺）と、北部（旧旭陽村の区域。現在のJR網干駅南側の一帯）に分かれる。
以下、「網干」は狭義の網干を指す表現として用い、網干区については「網干区」と記す。姫路市の「区」については、姫路市の「区」を参照。
「あぼし」が通常の発音である（但し接頭辞、接尾辞によってアクセントが変化する）。
また本稿では北西で接する余部区（よべく）についても述べる。

## 地理
- 網干区は揖保川下流東岸と大津茂川下流西岸に挟まれた一帯で、ほぼ平坦である。東部で大津区と、北東部で勝原区及び揖保郡太子町と、西部で余部区と接する。また南西部で揖保川支流の中川を挟み、たつの市御津町（旧・揖保郡御津町）と向き合う。南方は播磨灘に面しているものの、海岸線のほぼ全てが工場地帯。沿岸は遠浅のため、イカナゴ漁などの沿岸漁業が行われる。なお興浜の北半と浜田は、揖保川の中州を占める。
- 区中南部を国道250号（浜国道）が東西に走り、また北方へ伸びる兵庫県道27号太子御津線が、国道179号を経てたつの市中心部とを結んでいる。網干旧市街は、古くからの狭い道が交錯する街並。
- 臨海部にダイセル、西芝電機、日本触媒などの大規模工場が並び、播磨臨海工業地帯の一角を成している。また播磨灘に面する網干港は姫路港（特定重要港湾指定）の一端として、工業港湾の役割を果たす。
- 区北部は広い市街化調整区域を有する[1]農村地帯であるが、JR網干駅が神戸・大阪方面へのアクセスの良さから、住宅地としての需要も根強い。近畿一円で「網干」と言えば、狭義の網干よりもむしろ「JR西日本『アーバンネットワーク』の西の拠点」として有名である。JR網干駅の西隣には大規模な車庫（網干総合車両所）があり、同駅を行き先とする京阪神方面からの近郊電車が多数運行されているためである[2]。但し、JR網干駅は旧市街から北へ3.5km離れていて[3]（「網干」駅を名乗りながらも開業時は旭陽村域であった）、狭義の網干からすればいわば街外れと言える。また、網干総合車両所自体も、姫路市網干区ではなく揖保郡太子町に所在する。
- 西で接するたつの市御津町内には綾部山梅林や新舞子海水浴場、古くから摂播五泊の一つとして栄えた室津があり、網干は観光の玄関口。山陽網干駅前から神姫バスが連絡する（梅林や海水浴場へは季節便）。

## 歴史
- 先述のように、遠浅の海を利用した沿海漁業のほか、海苔の養殖も古くから盛んだった。
- 地名の由来は、721年（養老5年）の放生会の式日に、殺生を禁じられた氏子の漁師が、網を干して、社参したことだと言われている[4]。
- 1919年（大正8年）、臨海部に大日本セルロイド（現・ダイセル）の工場が進出、工業都市としての性格も持ち合わせるようになった。
- 1889年（明治22年）の町村制施行により、現在の区域に揖保郡網干町及び旭陽村が成立した。網干町と旭陽村の合併を経て、終戦間もない1946年（昭和21年）3月、進駐軍の方針もあって姫路市と合併した。現在網干区を名乗る地名は、姫路市との合併時に網干町であった区域の名残である[5]。
- 網干中心部へ伸びる山陽電気鉄道網干線は本線の飾磨駅から延長線のようにまっすぐ西へ伸びているが、網干線の全線開業は本線姫路開業より18年も後の1941年（昭和16年）7月である。1909年（明治42年）1月、国鉄網干駅から網干市街まで龍野電気鉄道（のちの播電鉄道）が路面電車を開業させ、更に北方は龍野町・新宮町まで延伸したものの、1934年（昭和9年）12月に廃止されている。

## 網干区内の公共施設

### 警察署
- 網干警察署

### 郵便局
- 姫路網干郵便局
- 網干本町郵便局
- 網干駅前郵便局
- 姫路田井郵便局
- 網干宮内郵便局
- 姫路浜田郵便局

かつては区内に普通局「網干郵便局」が存在したが、集配事務を飾磨に新設された姫路南局に統合する形で廃局となり、新たに特定局「姫路網干郵便局」が設置された。

### 市関係
- 姫路市役所網干支所／姫路市網干市民センター
- 姫路市立図書館網干分館

### 教育
- 姫路市立網干小学校
- 姫路市立大津茂小学校
- 姫路市立旭陽小学校
- 姫路市立網干西小学校
- 姫路市立網干中学校
- 姫路市立朝日中学校
- 兵庫県立網干高等学校

## 社寺
- 魚吹八幡神社 - 秋季大祭や武神祭で有名。
- 船渡八幡神社
- 網干神社
- 武大神社
- 龍門寺
- 不徹庵

## 名所・旧跡

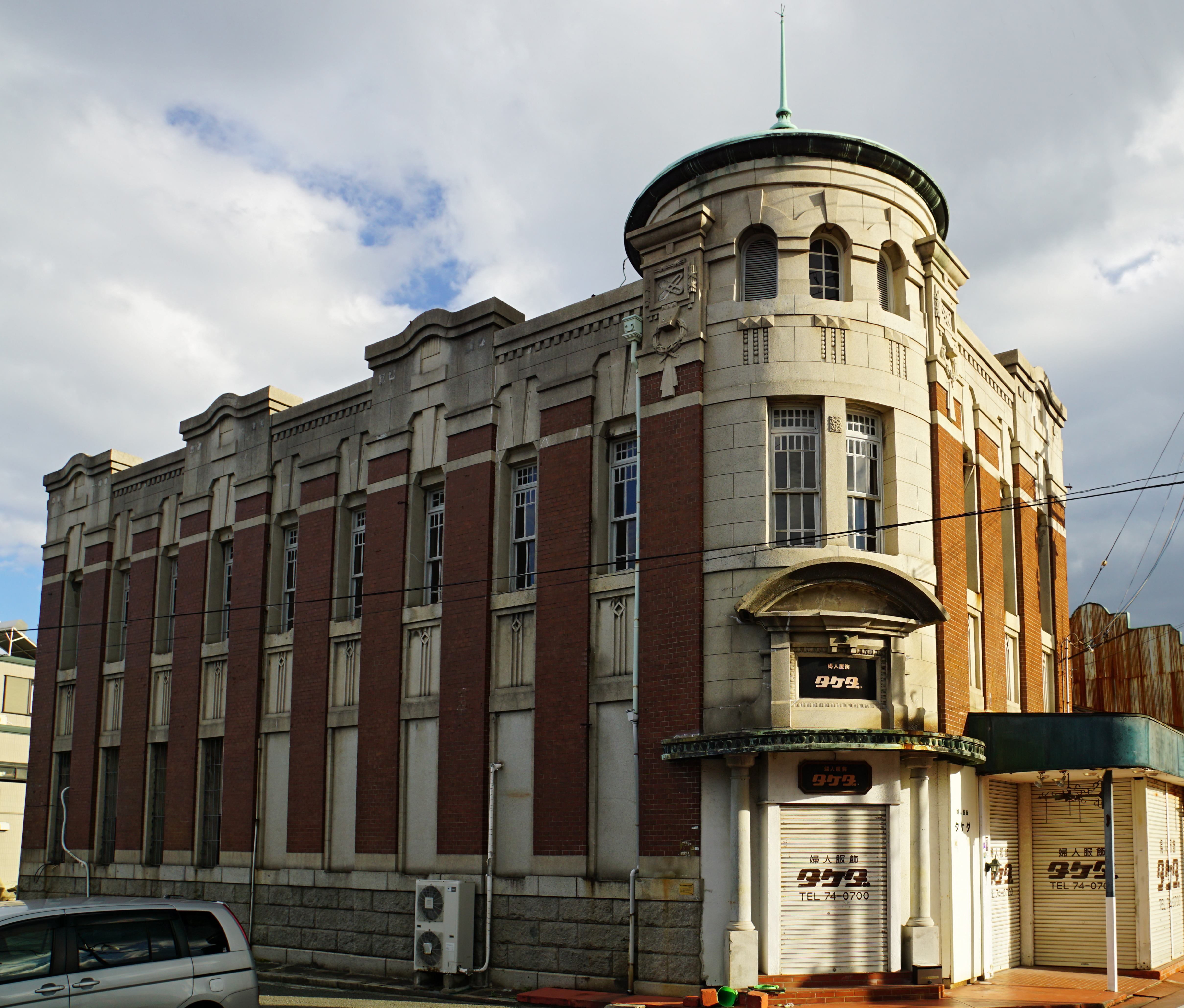
旧網干銀行本店

網干は江戸時代には水運の拠点、大正時代には大日本セルロイドの工場が建てられたため、当時を偲ばされる建築が多い。
- ダイセル異人館 - 経済産業省近代化産業遺産。
- 旧網干銀行本店[6] - 姫路市の都市景観重要建築物。改修工事を経てレストランになった。
- 魚吹八幡神社
- 旧赤穂塩務局網干出張所庁舎 - 兵庫県近代化遺産
- 丸亀藩網干陣屋 - 丸亀藩が領有していた陣屋。現在は歴史資料館になっている。
- 旧龍野藩南組大庄屋片岡家住宅-1702年建築
- 加藤家住宅 - 登録有形文化財。
- 旧山本家住宅 - 1922年に材木問屋の住居として建てられた建築。
- 旧水井家住宅
- 網干商工会館 - 1940年に竣工された洋風建築。当時のままの会議室や丸窓などが残っている。

## 交通

### 鉄道
- 西日本旅客鉄道（JR西日本）山陽本線：網干駅
- 網干線：山陽網干駅

一部地域では平松駅を最寄りとする。

### バス
- 神姫バス（詳細はを参照）
  - 96系統 姫路駅南口～文化センター・英賀保駅・姫路南高校・大津～JR網干
  - 新日鉄病院～山電天満駅北・大津～JR網干

- ウイング神姫（旧・ウエスト神姫）
  - ダイセル～山電網干・鵤・龍野～新宮駅／山崎
  - ダイセル～山電網干・ツカザキ病院・鵤・龍野・龍野中央病院～山崎
  - ダイセル～山電網干・ツカザキ病院・鵤・龍野・龍野中央病院・新宮駅～山崎
  - ダイセル～山電網干・釜屋・室津～大浦
  - 山電網干～新町・室津～大浦
  - ダイセル～山電網干・日触・釜屋・室津～大浦
  - 山電網干～下余部・上余部・東芝～JR網干
  - 山電網干～日触
  - 山電網干～新舞子荘

### 道路
- 国道250号
- 兵庫県道27号太子御津線
- 兵庫県道29号網干竜野線
- 兵庫県道133号網干停車場新舞子線
- 兵庫県道415号和久今宿線
- 兵庫県道421号大江島太子線
- 兵庫県道503号姫路木材港線

## 網干区に本社を置く企業
- 西芝電機

## 地名

### 南部
- 網干区大江島
- 網干区大江島古川町
- 網干区大江島寺前町
- 網干区垣内北町
- 網干区垣内東町
- 網干区垣内中町
- 網干区垣内本町
- 網干区垣内西町
- 網干区垣内南町
- 網干区余子浜
- 網干区北新在家
- 網干区新在家
- 網干区興浜
- 網干区浜田

### 北部
- 網干区和久
- 網干区高田
- 網干区坂出
- 網干区福井
- 網干区田井
- 網干区宮内
- 網干区坂上
- 網干区津市場

## 余部区

### 概要
- 姫路市南西部、揖保川下流の北東岸に沿った田園地帯を指す地域名。区北東部には東芝姫路工場（1943年操業開始）が立地する。
- 東部・南部で網干区と、北部で揖保郡太子町と、西部で揖保川を挟みたつの市と接する。
- 戦前には揖保郡内の「余部村」だったが、1946年（昭和21年）3月、網干と同様に姫路市と合併し姫路市余部区となった。現在余部区を名乗る地名は、姫路市との合併時に余部村であった区域の名残である[5]。
- 経済的・人的交流としては網干区と一体として扱われることも多く（姫路市と余部村との合併の際も、余部村は網干町と一体としてみなされていた）、余部区にありながら「網干店」を名乗る店（マツモトキヨシ[7]、ヤマダストアー[8]ほか）もみられる。また余部小学校の進学先は網干区内にある朝日中学校である。
- 姫新線余部駅は北東へ直線距離で約9km離れた夢前川西岸に位置し、飾磨郡にかつて存在した余部村にあり当区とは無関係である。

### 公共施設
- 姫路余部郵便局
- 姫路市立余部小学校

### 交通
- 鉄道は走っていない。かつて北沢産業網干鉄道が区内を走っていたが、廃止された。
- 市営バス全線廃止。神姫バス（ウイング神姫）は山陽網干駅とJR網干駅とを結ぶ55系統の一部が余部区内を縦断する。
- 揖保川東岸に兵庫県道29号網干竜野線が沿い、区北部を兵庫県道133号網干停車場新舞子線がよぎる。区のメインストリートは区を南北に貫く市道「余部新道」である。

### 地名
- 余部区上川原
- 余部区上余部
- 余部区下余部

## 網干を舞台とする作品
- さくらDISCORD - 増田英二による漫画。